# Steve Mounié
Steve Mounié, né le 29 septembre 1994 à Parakou au Bénin, est un footballeur international béninois, évoluant au poste d'attaquant au FC Augsbourg.

## Biographie

### Formation
Natif du Bénin, Steve Mounié arrive en France en 1998. Il grandit à Perpignan, dans le sud-est français, et fait ses premiers pas dans le football au Perpignan Football Club puis au FC Saint-Assiscle, à l'ASC Las Cobas et enfin à l'AS Perpignan. 
À l'âge de 14 ans alors qu'il évolue en 14 ans fédéraux, il est repéré par le Montpellier HSC, club qu'il intègre l'année suivante pour la saison 2009-2010.

### Carrière en club

#### Montpellier HSC (2014-2017)
Dès lors, il gravit tous les échelons jusqu'en 2014, année de son premier contrat professionnel. Il évolue alors principalement avec l'équipe réserve en CFA, au cours d'une saison en demi-teinte marquée par des blessures.
Lors de la saison 2015-2016, Mounié est prêté au Nîmes Olympique, club de Ligue 2. À la fin de la saison, il termine meilleur buteur du club gardois et revient dans le club montpelliérain.
Il revient pour la saison 2016-2017 après un prêt réussi en Ligue 2 et réalise une bonne saison en jouant 35 matchs et en marquant à quatorze reprises pour deux passes décisives.

#### Huddersfield Town (2017-2020)
Il rejoint le promu anglais d'Huddersfield Town le 5 juillet 2017, pour un montant de 13 millions d'euros.
A cette époque son transfert à Huddersfield Town fait de lui le joueur le plus cher de l'histoire du Bénin.
Le 26 février 2019, il marque un but décisif dans les derniers instants du match opposant Huddersfield Town aux Wolverhampton Wanderers. Ce but permet au club du Yorkshire de gagner le match sur le score de 1-0 et d'entretenir l'espoir de maintien.
Steve Mounié est notamment surnommé « Air Mounié » par les supporters des Terriers.

#### Stade brestois 29 (2020-2024)
Le 8 septembre 2020, Mounié s'engage avec le Stade brestois pour une durée de quatre ans. Brest débourse environ 5 millions d'euros pour conclure cette transaction.
Durant ces quatre années au club, il s’impose comme un des piliers de l’attaque brestoise et contribue notamment à l’excellent parcours de la Saison 2023-2024 du Stade brestois 29 où le club termine sur le podium de la Ligue 1.

#### FC Augsburg (depuis 2024)
En fin de contrat avec le stade brestois et ne parvenant pas à trouver un accord pour une prolongation, il s'engage en faveur du FC Augsburg le 5 juillet 2024 malgré la qualification du club breton en Ligue des Champions. Il paraphe un contrat de 3 ans (plus une année en option) avec le club allemand alors que Brest ne lui proposait que deux ans de contrat.

## Statistiques

### Statistiques détaillées
| Saison                | Club                   | Championnat           | Championnat | Championnat | Championnat | Coupe nationale | Coupe nationale | Coupe nationale | Coupe de la Ligue | Coupe de la Ligue | Coupe de la Ligue | Compétition(s) continentale(s) | Compétition(s) continentale(s) | Compétition(s) continentale(s) | Compétition(s) continentale(s) | Bénin | Bénin | Bénin | Total | Total | Total |
| Saison                | Club                   | Division              | M.          | B.          | P.d.        | M.              | B.              | P.d.            | M.                | B.                | P.d.              | Comp.                          | M.                             | B.                             | P.d.                           | M.    | B.    | P.d.  | M.    | B.    | P.d.  |
| 2011-2012             | Montpellier HSC B      | CFA 2                 | 10          | 1           | -           | -               | -               | -               | -                 | -                 | -                 | -                              | -                              | -                              | -                              | -     | -     | -     | 10    | 1     | 0     |
| 2012-2013             | Montpellier HSC B      | CFA 2                 | 9           | 3           | -           | -               | -               | -               | -                 | -                 | -                 | -                              | -                              | -                              | -                              | -     | -     | -     | 9     | 3     | 0     |
| 2013-2014             | Montpellier HSC B      | CFA 2                 | 2           | 1           | -           | -               | -               | -               | -                 | -                 | -                 | -                              | -                              | -                              | -                              | -     | -     | -     | 2     | 1     | 0     |
| 2014-2015             | Montpellier HSC B      | CFA                   | 21          | 6           | -           | -               | -               | -               | -                 | -                 | -                 | -                              | -                              | -                              | -                              | -     | -     | -     | 21    | 6     | 0     |
| 2015-2016             | Montpellier HSC B      | CFA 2                 | 1           | 0           | -           | -               | -               | -               | -                 | -                 | -                 | -                              | -                              | -                              | -                              | -     | -     | -     | 1     | 0     | 0     |
| Sous-total            | Sous-total             | Sous-total            | 43          | 11          | -           | -               | -               | -               | -                 | -                 | -                 | -                              | -                              | -                              | -                              | -     | -     | -     | 43    | 11    | 0     |
| 2014-2015             | Montpellier HSC        | Ligue 1               | -           | -           | -           | -               | -               | -               | 1                 | 0                 | 0                 | -                              | -                              | -                              | -                              | -     | -     | -     | 1     | 0     | 0     |
| 2015-2016             | Montpellier HSC        | Ligue 1               | 2           | 0           | 0           | -               | -               | -               | -                 | -                 | -                 | -                              | -                              | -                              | -                              | -     | -     | -     | 2     | 0     | 0     |
| 2016-2017             | Montpellier HSC        | Ligue 1               | 35          | 14          | 2           | 1               | 0               | 0               | 2                 | 1                 | 0                 | -                              | -                              | -                              | -                              | 3     | 0     | 0     | 41    | 15    | 2     |
| Sous-total            | Sous-total             | Sous-total            | 37          | 14          | 2           | 1               | 0               | 0               | 3                 | 1                 | 0                 | -                              | -                              | -                              | -                              | 3     | 0     | 0     | 44    | 15    | 2     |
| 2015-2016             | Nîmes Olympique (prêt) | Ligue 2               | 32          | 11          | 5           | 1               | 0               | 0               | -                 | -                 | -                 | -                              | -                              | -                              | -                              | 4     | 1     | 0     | 37    | 12    | 5     |
| 2017-2018             | Huddersfield Town      | Premier League        | 28          | 7           | 1           | 3               | 2               | 0               | -                 | -                 | -                 | -                              | -                              | -                              | -                              | 2     | 0     | 0     | 33    | 9     | 1     |
| 2018-2019             | Huddersfield Town      | Premier League        | 31          | 2           | 3           | 1               | 0               | 0               | -                 | -                 | -                 | -                              | -                              | -                              | -                              | 11    | 5     | 0     | 43    | 7     | 3     |
| 2019-2020             | Huddersfield Town      | Championship          | 30          | 8           | 2           | 1               | 0               | 0               | 1                 | 0                 | 0                 | -                              | -                              | -                              | -                              | 5     | 1     | 0     | 37    | 9     | 2     |
| Sous-total            | Sous-total             | Sous-total            | 89          | 17          | 6           | 5               | 2               | 0               | 1                 | 0                 | 0                 | -                              | -                              | -                              | -                              | 18    | 6     | 0     | 113   | 25    | 6     |
| 2020-2021             | Stade brestois 29      | Ligue 1               | 35          | 9           | 4           | 2               | 1               | 0               | -                 | -                 | -                 | -                              | -                              | -                              | -                              | 6     | 1     | 0     | 43    | 11    | 4     |
| 2021-2022             | Stade brestois 29      | Ligue 1               | 35          | 9           | 2           | 3               | 1               | 0               | -                 | -                 | -                 | -                              | -                              | -                              | -                              | 11    | 5     | 2     | 49    | 15    | 4     |
| 2022-2023             | Stade brestois 29      | Ligue 1               | 23          | 6           | 0           | 2               | 0               | 0               | -                 | -                 | -                 | -                              | -                              | -                              | -                              | 3     | 1     | 0     | 28    | 7     | 0     |
| 2023-2024             | Stade brestois 29      | Ligue 1               | 32          | 6           | 1           | 3               | 1               | 0               | -                 | -                 | -                 | -                              | -                              | -                              | -                              | 8     | 3     | 0     | 43    | 10    | 1     |
| Sous-total            | Sous-total             | Sous-total            | 124         | 30          | 7           | 10              | 3               | 0               | -                 | -                 | -                 | -                              | -                              | -                              | -                              | 29    | 10    | 2     | 163   | 43    | 9     |
| 2024-2025             | FC Augsbourg           | Bundesliga            | 5           | 0           | 0           | 0               | 0               | 0               | -                 | -                 | -                 | -                              | -                              | -                              | -                              | 4     | 2     | 0     | 9     | 2     | 0     |
| Sous-total            | Sous-total             | Sous-total            | 5           | 0           | 0           | 0               | 0               | 0               | 0                 | 0                 | 0                 | -                              | -                              | -                              | -                              | 4     | 2     | 0     | 9     | 2     | 0     |
| Total sur la carrière | Total sur la carrière  | Total sur la carrière | 331         | 83          | 20          | 17              | 5               | 0               | 4                 | 1                 | 0                 | -                              | -                              | -                              | -                              | 58    | 19    | 2     | 410   | 108   | 22    |

### Buts internationaux
|    | Date             | Stade                                        | Adversaire    | Score | Résultat | Compétition                             |
| -- | ---------------- | -------------------------------------------- | ------------- | ----- | -------- | --------------------------------------- |
| 1  | 23 mars 2016     | Stade de Djouba, Djouba, Soudan du Sud       | Soudan du Sud | 0-2   | 1-2      | Qualifications à la CAN 2017            |
| 2  | 17 novembre 2018 | Independence Stadium, Bakau, Gambie          | Gambie        | 0-1   | 3-1      | Qualifications à la CAN 2019            |
| 3  | 24 mars 2019     | Stade de l'Amitié, Cotonou, Bénin            | Togo          | 2-1   | 2-1      | Qualifications à la CAN 2019            |
| 4  | 18 juin 2019     | Stade de Marrakech, Marrakech, Maroc         | Mauritanie    | 1-0   | 3-1      | Match amical                            |
| 5  | 18 juin 2019     | Stade de Marrakech, Marrakech, Maroc         | Mauritanie    | 2-1   | 3-1      | Match amical                            |
| 6  | 18 juin 2019     | Stade de Marrakech, Marrakech, Maroc         | Mauritanie    | 3-1   | 3-1      | Match amical                            |
| 7  | 13 octobre 2019  | Stade Charles de Gaulle, Porto-Novo, Bénin   | Zambie        | 1-1   | 2-2      | Match amical                            |
| 8  | 11 octobre 2020  | Estádio Pina Manique, Lisbonne, Portugal     | Gabon         | 2-0   | 2-0      | Match amical                            |
| 9  | 2 septembre 2021 | Kianja Barea, Antananarivo, Madagascar       | Madagascar    | 0-1   | 0-1      | Éliminatoires de la Coupe du monde 2022 |
| 10 | 7 octobre 2021   | National Stadium, Dar es Salaam, Tanzanie    | Tanzanie      | 0-1   | 0-1      | Éliminatoires de la Coupe du monde 2022 |
| 11 | 11 novembre 2021 | Stade de l'Amitié, Cotonou, Bénin            | Madagascar    | 2-0   | 2-0      | Éliminatoires de la Coupe du monde 2022 |
| 12 | 24 mars 2022     | Complexe sportif Mardan, Antalya, Turquie    | Liberia       | 4-0   | 4-0      | Match amical                            |
| 13 | 29 mars 2022     | Complexe sportif Mardan, Antalya, Turquie    | Togo          | 1-1   | 1-1      | Match amical                            |
| 14 | 22 mars 2023     | Stade de l'Amitié, Cotonou, Bénin            | Rwanda        | 1-1   | 1-1      | Qualifications à la CAN 2023            |
| 15 | 9 septembre 2023 | Stade national de Maputo, Maputo, Mozambique | Mozambique    | 0-1   | 3-2      | Qualifications à la CAN 2023            |